# Wishmaster (film)
Pour les articles homonymes, voir Wishmaster.
Série
Wishmaster 2
(1999)
Pour plus de détails, voir Fiche technique et Distribution.
Wishmaster ou Le Maître du Cauchemar au Québec est un film d'horreur américain réalisé par Robert Kurtzman en 1997. Il fait partie d’une tétralogie.

## Synopsis
La légende veut que quiconque réveille un djinn se voit accorder trois vœux en échange de son âme, et que lorsqu’un djinn a recueilli 1 000 âmes, il peut ouvrir une porte permettant à tous ses semblables de venir sur Terre.
An 1127. Perse. Zoroastre le magicien parvient à démasquer et à emprisonner un djinn maléfique dans une pierre précieuse.
De nos jours, Raymond Beaumont, un collectionneur d'antiquités, se rend au port pour réceptionner la statue d'Ahura Mazda. Malheureusement, le grutier est ivre et laisse tomber la statue qui se brise sur les quais. L'un des ouvriers présent remarque alors une pierre précieuse dans les décombres et la subtilise discrètement. Il la revend plus tard à la secrétaire d'Alexandra Amberson. Ne parvenant pas à déterminer la nature exacte de la pierre, Alexandra la confie à son ami Josh. Ce dernier réveille malencontreusement le djinn en analysant la pierre, ce qui provoque une explosion qui le blesse. Le djinn tue alors Josh, prend l’apparence de Nathaniel Demerest et recherche Alexandra afin qu'elle réalise ses 3 vœux. Le pouvoir du djinn se limite au service de l’accomplissement des vœux. Il ne peut pas faire de mal tant qu'un vœu n'a pas été prononcé.
Le djinn demande à une de ses victimes : « Est ce que tu sais à quel point c'est frustrant d'avoir en soi des pouvoirs immenses mais de ne pouvoir les utiliser que quand un pauvre idiot vous le demande ».

## Fiche technique
- Titre original et français : Wishmaster
- Titre québécois : Le Maître du Cauchemar
- Réalisateur : Robert Kurtzman
- Scénario : Peter Atkins
- Producteur : Pierre David
- Producteur exécutif : Wes Craven
- Montage : David Handman
- Musique : Harry Manfredini
- Distribution : Live Entertainment
- Budget : 5 000 000 $
- Pays de production :  États-Unis
- Langue : anglais
- Dates de sortie : 
  - États-Unis : 19 septembre 1997
  - France : 10 juin 1998
- Interdit aux moins de 12 ans

## Distribution
- Tammy Lauren (VF : Déborah Perret ; VQ : Linda Roy) : Alexandra Amberson.
- Andrew Divoff (VF : Richard Darbois ; VQ : Jean-Marie Moncelet) : le Djinn / Nathaniel Demerest.
- Chris Lemmon (en) : Nick Merritt.
- Wendy Benson : Shannon Amberson.
- Tony Crane (VF : Pierre Tessier) : Josh Aickman.
- Robert Englund (VF : Jean Lescot ; VQ : Jean-Luc Montminy) : Raymond Beaumont.
- Ricco Ross (VF : Lionel Henry) : le lieutenant Nathanson.
- Jenny O'Hara (VQ : Claudine Chatel) : Wendy Derleth.
- Kane Hodder : le garde de Merritt.
- Tony Todd (VF : Thierry Desroses) : Johnny Valentine.
- John Byner : Doug Clegg.
- George 'Buck' Flower (VF : Georges Lycan) : le SDF.
- Gretchen Palmer : Ariella.
- Ted Raimi : Ed Finney.
- Joseph Pilato : Mickey Torelli.

## Note sur la distribution
Wishmaster est un hommage aux films d'horreur de série B des années 1980, aussi bien par son esthétique volontairement kitsch, que par la distribution et le choix de l'équipe. Robert Kurtzman fut le responsable des effets spéciaux d'un grand nombre de films d'horreur de l'époque (notamment Evil Dead 2). Certains des acteurs secondaires servant de victimes au djinn étaient des stars du cinéma d'horreur des années 1980 et 90, notamment Robert Englund, Kane Hodder et Tony Todd, interprétant respectivement Freddy, Jason et Candyman. On peut noter aussi l’apparition de Tom Savini qui joue le rôle d'un des clients dans la scène de la pharmacie. Le design du djinn est inspiré d’un des morts-vivants mutants du film Nightbreed. On peut apercevoir, parmi les statues et autres objets de collection de William Beaumont, la statue du démon Pazuzu, que l'on aperçoit également dans le film L'Exorciste, de 1973, réalisé par William Friedkin.
Verne Troyer qui connut la gloire pour avoir interprété Mini-Moi dans le second et troisième Austin Powers est crédité en tant que « Créature stage #1 ». Il s'agirait visiblement du Djinn de petite taille rampant vers Josh, l'ami d'Alexandra, qui apparaît après l'explosion de la pierre précieuse.
L'apparence du Djinn a été grandement inspirée par l'illustration de la couverture du célèbre jeu de rôle des années '80 intitulé Whog Shrog d'Eric Bouchaud et Nicolas Thery, univers lui-même influencé par les bandes dessinées de Philippe Druillet.

## Liste des vœux
- 1er - Quand Josh se blesse lors de l'explosion causé par le déchirement de la pierre rouge, le djinn, lui propose de le soulager et d'atténuer ses souffrances, Josh accepte.
- 2e - Le djinn obtient son deuxième vœu d'un clochard qui se dispute avec un pharmacien, le clochard souhaite la mort de celui-ci. Le souhait est qu'il ait le cancer et qu'il meurt. Il se réalise instantanément, et meurt après d'atroces symptômes. C'est d'ailleurs le seul vœu qu'il exécute sans le déformer selon son bon vouloir.
- 3e - Le djinn est en train de prendre l'apparence physique d'un corps dans une morgue, un homme arrive, et voit le djinn faisant ses horreurs. Le djinn lui demande s'il veut ne plus voir ce qu'il voit, et l'homme accepte. Le châtiment est qu'il ne puisse plus voir du tout, ses yeux deviennent comme cousus. À partir de là, le djinn a une vraie apparence humaine, avant cela, il ne s'agissait que d'un corps de monstre vert-noir, à l'aspect très effrayant.
- 4e et 5e - Lorsque le djinn se trouve dans un magasin de vêtement, il demande à la dame de rayon si elle préfère qu'il paye en cash ou en carte de crédit, elle répond cash et recevoir dans son décolleté une liasse de billet. Mais après, elle souhaite la beauté éternelle, et elle se retrouve instantanément en mannequin.
- 6e - La scène se déroule dans le commissariat et l'inspecteur Nathanson, souhaite que l'homme assis dans le commissariat, (coupable (selon l'inspecteur) de 7 meurtres et qui a été relâché 7 fois), « qu'il soit enfin jugé, et que n'importe quel inspecteur ou lui-même trouvent enfin un bon moyen de le coincer avec pleins de témoins, de preuves irréfutable »... Le vœu exaucé, le meurtrier crée une émeute, prend l'arme d'un agent et en tue plusieurs par balle puis il développe une force incroyable ce qui lui permet de repousser les quatre ou cinq inspecteurs qui le retiennent. Il va même jusqu'à arracher entièrement la mâchoire d'un policier. Il se fait ensuite cribler de balles, dans un premier temps sans mourir car le djinn se trouve encore dans la pièce, mais quand le djinn part, celui-ci s'effondre avec plusieurs balles dans sa poitrine.
- 7e et 8e - Le djinn veut aller cette fois ci rencontrer l'ami d'Alexandra dans son lieu de travail. Il y rencontre un agent de sécurité, et celui-ci ne veut pas le laisser rentrer. Le premier de ses souhaits est qu'il s'en aille, mais le djinn fait à peine quelques pas en précisant que c'est impossible et qu'il doit à tout prix rentrer dans ce bâtiment mais le garde lui dit qu'il sera possible qu'il entre que si le djinn lui passe à travers le corps. Le djinn s'arrête et prend en considération le second vœu. L'agent de sécurité se transforme en un personnage en 2D, et le djinn le traverse. Le garde explose en éclat de verre après.